# Sankt Martinsfontänen

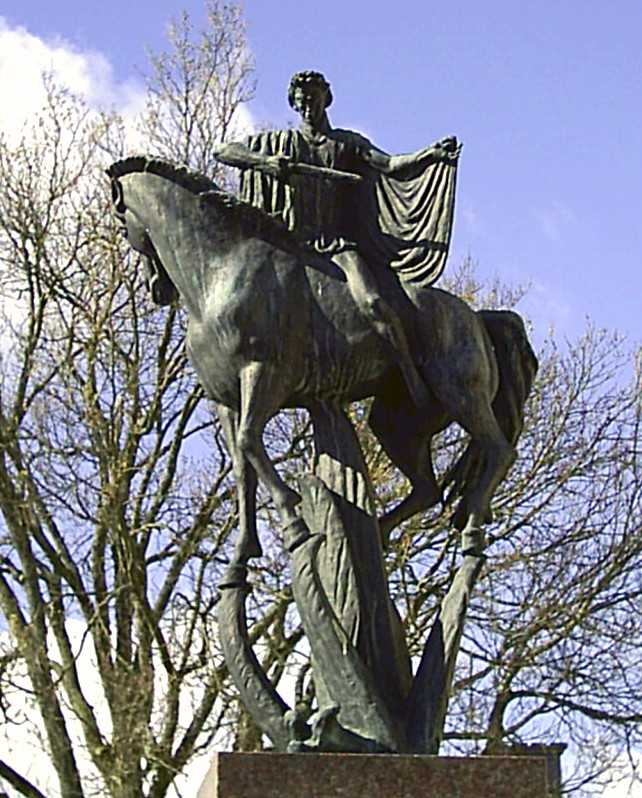
Sankt Martin i Vänersborg.

Sankt Martins-fontänen eller Sankt Martinsgruppen är en skulpturgrupp i brons som Carl Milles skapade mellan åren 1950 och 1955 för Kansas City, Missouri. Sankt Martins-fontänen är Milles sista fullbodade verk.
Sankt Martins-fontänen i Kansas City skulle vara en skulptur på ämnet ”Den barmhärtige samariten” och Milles föreslog att gestalta den helige Sankt Martin, helgonet från Tours (på svenska även Den heliga Mårten), i det ögonblicket då han delar med sig av sin mantel till en tiggare. Enligt Milles själv var det det svåraste han givit sig i kast med . 

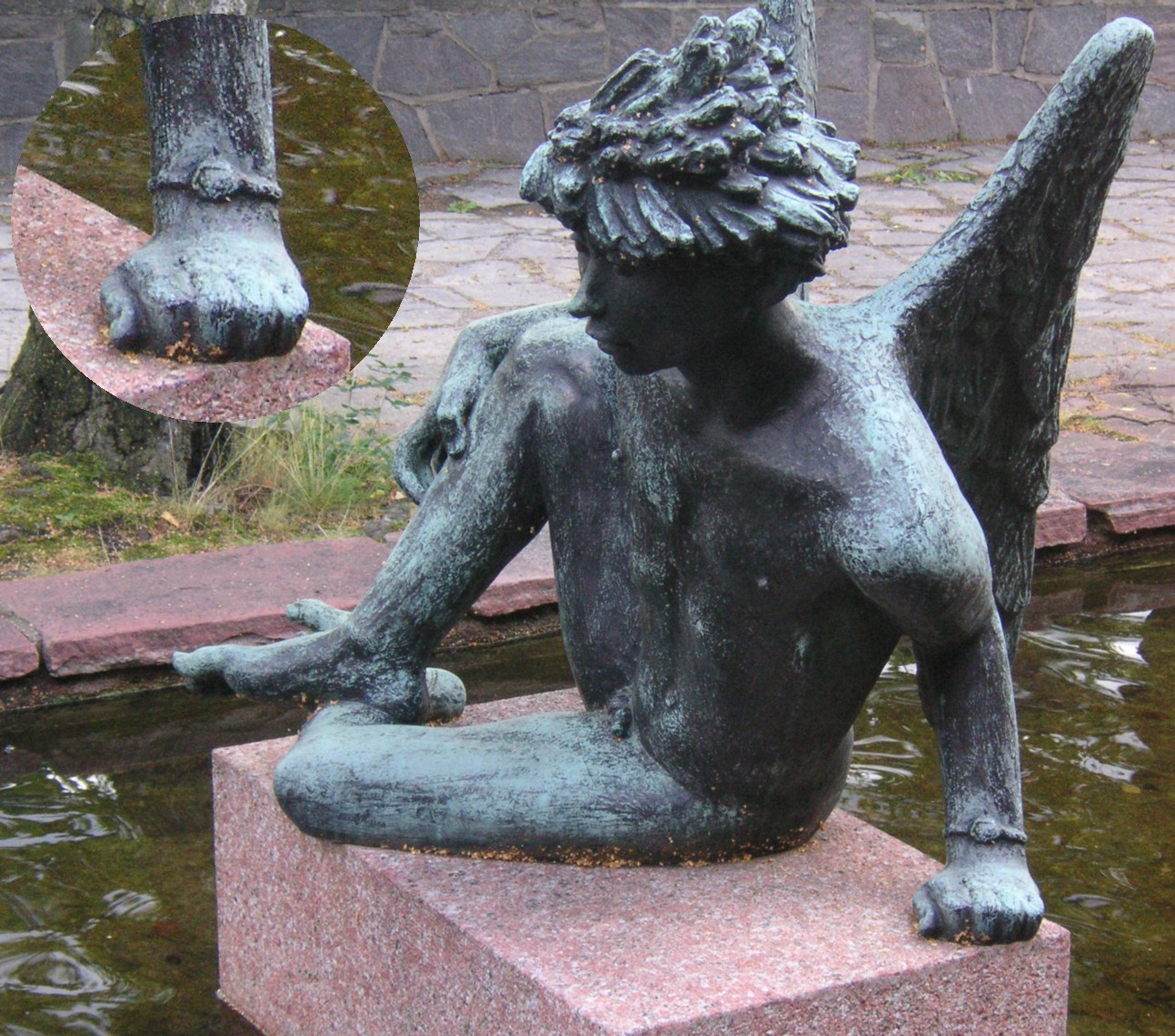
Ängel med armbandsur.

Centralgestalten i gruppen är Sankt Martin på sin häst, som har en liknande vridning som Folke Filbyters häst i Folkungabrunnen i Linköping. Närmast Sankt Martin finns tiggaren och lite avsides, på en hög sockel, balanserar en flöjtspelande ängel, vid sidan om sitter ytterligare en ängel och en faun. 
I Sankt Martin förenas djupt allvar med humoristiska inslag. Den sittande ängeln, som kliar ett myggbett på högra benet, bär på en armbandsklocka. Detta väckte en viss förvåning och Milles förklarade sitt ”tillgrepp” med följande anekdot. ”När Gud fader fick se uret och frågade ängeln, vad han hade på handleden, så förklarade den lille, att det var en sak varmed man kunde mäta tidens gång. Ja, det är rätt, svarade Gud Fader, det behöver ni därnere, här i evigheten finns det ingen tid.”.
Fontängruppen blev färdig 1955 och avtäcktes 1958, tre år efter Milles död, Sankt Martin blev således Carl Milles sista fullbodade verk. En replik av centralgestalten finns på Millesgården och en annan vid Residenset i Vänersborg.